# Rosario Marchese
Rosario Marchese (né le 1er janvier 1952) est un homme politique canadien. Il est le député qui représente la circonscription électorale torontois de Trinity—Spadina du caucus du Nouveau Parti démocratique de l'Ontario à l'Assemblée législative.